# سفارة السويد في زيمبابوي
سفارة السويد في زيمبابوي هي أرفع تمثيل دبلوماسي لدولة السويد لدى زيمبابوي. تقع السفارة في وهي تهدف لتعزيز المصالح السويدية في زيمبابوي.

## وصلات خارجية
- قائمة سفارات السويد
- قائمة السفارات في زيمبابوي